# Niels Meyn
Niels Gustav Meyn (11. december 1891 – 15. april 1957) var en dansk forfatter og journalist, gift med Ebba Lili Weller.

## Baggrund og karriere
Meyns far var cand. pharm. og driftschef på bryggeriet Carlsberg. Moderen var officersdatter af den tyske slægt von Kohl. Meyn blev cand.phil. i 1911. Han var i en periode ansat i ØK og i 1917-1919 ansat i Politikens Lejebibliotek, men levede derefter af sit mangfoldige forfatterskab.
Meyn skrev under mindst 35 pseudonymer. Charles Bristol er det mest kendte og anvendte.
Forfatterskabet var ca. 300 titler populærlitteratur som seriehæfterne Kurt Danners Bedrifter, Styrmand Rasmussen og Betjent Ole Ny skrevet under pseudonymet Peter Anker i 1940'erne.
Meyns forfatterskab omfatter flere børne- og kriminalbøger, dyrebøger, noveller i ugebladet Hjemmet under forskellige pseudonymer.
Meyn debuterede i 1911 med Med luftskib til Mars, som han skrev sammen med August Klingsey.
Hans Scherfig skal have brugt ham til en figur i Den forsvundne Fuldmægtig.

## Nazist
Niels Meyn blev medlem af D.N.S.A.P. i 1940 og blev medarbejder ved Fædrelandet samtidig med at han fortsatte som en flittig forfatter af ungdomsbøger. Hans skønlitterære bidrag til den nationalsocialistiske danske litteratur er til gengæld ret beskeden, selv om man i D.N.S.A.P.s Maanedsbreve kan finde enkelte noveller, der meget klart afspejler hans nationalsocialistiske indstilling. Interessant er således novellen "Elfenbensviften", der både strukturelt og tematisk er et af de mest rendyrkede eksempler på tendensen i den nationalsocialistiske danske litteratur.

## Pseudonymer
Krimi-pseudonymer: Charles Bristol, Harold Chester, Davis Gartner, George Griffith, Gustav Hardner, Jack Lester, Rex Nelson, David Parker, Richard Ørn
Hæfte-pseudonymer: Charles Bristol, Jan Dorph, Phil Farwest, Richard M. Hill, Jack Lester, Rex Nelson, Robert Sterling
Drengebogs-pseudonymer: Charles Bristol, John D. Foster, Gustav Harder, Carl Hardner, Richard M. Hill, Ray Jones, Erik Juul/Juel, Arne Klindt/Klint, Ole Klint, Kai Lynæs, Jan Miller, James Morris, Nikolai Møller, Andreas Rasmussen, Erik Tønder
Pigebogs-pseudonymer: Ellinor Bell, Mary Bright, Patricia Bennet, Mary Hamilton, Lisa Hill, Else Jensen, Christel Marner, Ann Marshall, Ruth Parker, Lili Werner, Richard Ørn
Tvivlsomme pseudonymer: John Falkon, Niels Lyn, Jens Munk, Svend A. Rask, James Robertson, Phillip Farwest, Rose Verner